# Jerzy Metochita
Jerzy Metochita (gr.:  Γεώργιος Μετοχίτης; zm. 1328) - teolog bizantyński, jeden z głównych teoretyków unii lyońskiej.

## Życie
O wczesnych latach Metochity nic nie wiadomo. Po raz pierwszy pojawia się na kartach Historii Jerzego Pachymeresa w grupie duchownych, którzy poparli negocjacje cesarza Michała VIII Paleologa w sprawie zawarcia unii kościelnej z Rzymem. Po soborze lyońskim pełnił funkcję ambasadora bizantyńskiego przy kolejnych papieżach: Grzegorzu X, Innocentym V, Janie XXI i Mikołaju III, próbując między innymi doprowadzić do podjęcia wspólnej krucjaty przeciw Turkom. Po śmierci cesarza Michała VIII w 1282 roku do władzy w Cesarstwie doszło stronnictwo przeciwne unii kościelnej z Rzymem. Jerzy Metochita, wraz z Janem Bekkosem i Konstantynem Meliteniotą, znalazł się w niełasce, został uwięziony i oskarżony o herezję. 
W więzieniu spędził 45 lat, do końca życia pozostając wierny swoim przekonaniom religijnym. Jego syn Teodor, polihistor i mecenas sztuki, odegrał znaczną rolę za panowania cesarza Andronika II. Uczniem Jerzego Metochity był Grzegorz Palamas.

## Twórczość
W okresie swego uwięzienia napisał szereg ksiąg teologicznych i historycznych w obronie unii obydwu Kościołów. Traktat (Syngramma), dzieło w 5 księgach poświęcił kwestii pochodzenia Ducha Świętego od Ojca i Syna. Zwalczał stanowisko Maksyma Planudesa zawarte w jego Trzech rozdziałach (Kephálaja).